# ژوانین (بازیکن فوتبال، زاده ۱۹۲۵)
ژوانین (انگلیسی: Juanín؛ زادهٔ ۲۴ اکتبر ۱۹۲۵ - درگذشته نامشخص) بازیکن فوتبال اهل اسپانیا بود.
از باشگاه‌هایی که در آن بازی کرده‌است می‌توان به باشگاه فوتبال سلتاویگو و باشگاه فوتبال دپورتیوو لاکرونیا اشاره کرد.